# St Keverne
St Keverne – wieś w Anglii, w Kornwalii. Leży 33 km na wschód od miasta Penzance i 385 km na południowy zachód od Londynu. W 2001 miejscowość liczyła 2107 mieszkańców.